# Koutammakou
Koutammakou je oblast o rozloze 500 km², nacházející se v regionu Kara na pomezí Toga a Beninu. Krajinu tvoří kopcovitá savana s řídkými akáciovými lesy. Žijí zde animisté z kmene Tammariů (také Batammariba), budující opevněné vesnice s patrovými hliněnými válcovitými věžemi krytými slámou, zvanými takyenta. Domorodci se živí samozásobitelským pěstováním čiroku, fonia a arašídů nebo pastevectvím. V roce 2004 bylo Koutammakou na území Toga zapsáno na seznam Světové dědictví jako příklad kulturní krajiny, kde lidé žijí v harmonii s přírodou a udržují staré tradice, folklór a mytologii. V roce 2023 došlo k rozšíření ochrany UNESCO i na beninskou část regionu. 